# Conus honkerorum
Espèce
Conus honkerorum est une espèce de mollusques gastéropodes marins de la famille des Conidae.
Comme toutes les espèces du genre Conus, ces escargots sont prédateurs et venimeux. Ils sont capables de « piquer » les humains et doivent donc être manipulés avec précaution, voire pas du tout.

## Description
La taille de la coquille atteint 20 mm.

## Distribution
Cette espèce marine est présente depuis les îles du sud de la chaîne des Bimini jusqu'aux Bahamas.

## Taxonomie

### Publication originale
L'espèce Conus honkerorum a été décrite pour la première fois en 2014 par les malacologistes américains Edward James Petuch et Robert F. Myers dans la publication intitulée « Xenophora Taxonomy »,.

### Synonymes
- Conus (Dauciconus) honkerorum (Petuch & R. F. Myers, 2014) · appellation alternative
- Gradiconus honkerorum Petuch & R. F. Myers, 2014 · non accepté (combinaison originale)